# アンブレラサンプリング法

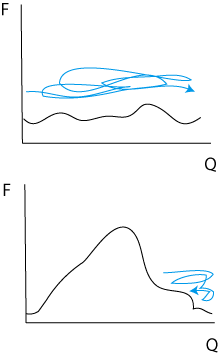
配置空間の2つの領域を分けるポテンシャル障壁を持つエネルギー地形（下図）において、好ましいエネルギー構造（上図）と比較して、モンテカルロサンプル法は熱力学データを精確に計算するために十分な配置範囲全体にわたって系をサンプリングできない。

アンブレラサンプリング法（アンブレラサンプリングほう 英: Umbrella sampling、傘サンプリングとも）は、計算物理学および計算化学の手法の一つであり、エネルギー地形の形状によってエルゴード性が妨げられる系のサンプリングを改善するために用いられる。1977年に、TorrieおよびValleauによって初めて提案された。アンブレラサンプリング法は統計学においてより一般的な重点サンプリング法の特別な物理学的応用である。
エネルギー障壁が配置空間の2つの領域を隔てている系では、不十分なサンプリングに悩まされる。メトロポリス・モンテカルロシミュレーションでは、ポテンシャル障壁を乗り越える低い確率は、シミュレーションによって不十分にサンプリングされる、または全くサンプリングされない到達しにくい配置が残る可能性がある。容易に思い浮かべられる例は融点における固体で起こる。秩序パラメータ Q を持つ系の状態を考えると、液相（低いQ）と固相 （高い Q）のどちらもエネルギー的に低いが、Q の中間の値での自由エネルギー障壁によって隔てられている。これによって両方の相の十分なサンプリングをシミュレーションで行うことができない。
アンブレラサンプリング法はこの状況における困難を乗り越える方法の一つである。この方法では、モンテカルロサンプリングで標準的に用いられるボルツマン重み付けを、エネルギー障壁の影響を打ち消すよう選ばれた重みに置き換える。生成されたマルコフ連鎖は、以下の式で与えられる確率分布を持つ。
{\displaystyle \pi (\mathbf {r} ^{N})={\frac {w({\textbf {r}}^{N})\exp {\left(-{\frac {U(\mathbf {r} ^{N})}{k_{B}T}}\right)}}{\int {w(\mathbf {r^{\prime }} ^{N})\exp {\left(-{\frac {U(\mathbf {r^{\prime }} ^{N})}{k_{B}T}}\right)}d\mathbf {r^{\prime }} ^{N}}}},}
上式において、U は真のポテンシャルエネルギー、w(rN) はボルツマン重み付けモンテカルロシミュレーションでは近づき難い配置を促進するよう選ばれた関数である。上記の例において、w は w = w(Q) が中間の Q で高い値、低い/高い Q で低い値を取り、障壁の乗り越えを容易にするように選ばれる。
このようなやり方で行われるサンプリング実行から推定される熱力学特性 A は以下の式によってカノニカルアンサンブル値へと変換できる。
{\displaystyle \langle A\rangle ={\frac {\langle A/w\rangle _{\pi }}{\langle 1/w\rangle _{\pi }}}}
添字 π はアンブレラサンプリングされたシミュレーションからの値であることを示している。
重み関数 w(rN) を導入することの効果は系のポテンシャルエネルギーにバイアスポテンシャル V(rN) を加えるのと等価である。
{\displaystyle V(\mathbf {r} ^{N})=-k_{B}T\ln w(\mathbf {r} ^{N})}
バイアスポテンシャルが厳密に反応座標または秩序パラメータ Q の関数ならば、次に反応座標の（バイアスのない）自由エネルギープロファイルはバイアスを受けた自由エネルギープロファイルからバイアスポテンシャルを差し引くことで計算できる。
{\displaystyle F_{0}(Q)=F_{\pi }(Q)-V(Q)}
上式において、 F0(Q) はバイアスのない系の自由エネルギープロファイル、 Fπ(Q) はバイアスを受けた（アンブレラサンプリングされた）系について計算された自由エネルギープロファイルである。
一連のアンブレラサンプリングシミュレーションは重み付きヒストグラム解析法（weighted histogram analysis method, WHAM）あるいはその一般化を用いて解析できる。WHAMは最尤法を使って導くことができる。
平均力ポテンシャルまたは反応速度を計算するためのアンブレラサンプリング法に代わる方法としては、自由エネルギー摂動法と遷移インターフェースサンプリング法がある。完全な非平衡において機能する別の方法としてS-PRES（Stochastic process rare event sampling）法がある。